# Pseudambassis roberti
Pseudambassis roberti is een  straalvinnige vissensoort uit de familie van Aziatische glasbaarzen (Ambassidae). De wetenschappelijke naam van de soort is voor het eerst geldig gepubliceerd in 1993 door Datta & Chaudhuri.
De soort staat op de Rode Lijst van de IUCN als Onzeker, beoordelingsjaar 2010.